# Fahlfleckiger Alpen-Würfeldickkopf
Der Fahlfleckige Alpen-Würfeldickkopf (Pyrgus cacaliae), auch Kleinwürfliger Würfelfalter,  Kleinwürfeliger Dickkopffalter, Alpendickkopf(falter) und Alpen-Würfeldickkopffalter genannt, ist ein Schmetterling aus der Familie der Dickkopffalter (Hesperiidae).

## Merkmale
Die Vorderflügellänge beträgt 13 bis 15 Millimeter. Die Falter sind grundsätzlich graubraun gefärbt. Auf den Vorderflügeln befinden sich kleine weiße Flecken. Auf der Unterseite der Hinterflügel sind meist nicht scharf begrenzte weiße Flecken zu sehen. Außerdem ist der Innenrand deutlich dunkler. Beide Geschlechter haben dieselben Zeichnungen, die Männchen sind aber etwas dunkler gefärbt.
Die Raupe ist meist dunkel gefärbt mit einer dunkleren Rückenlinie. In ex-ovo-Zuchten wurden häufig in den letzten beiden Stadien auch lehmgelb gefärbte Raupen beobachtet. Der Kopfschild ist schwarz.
Kopf und Flügelscheiden der Puppe sind bläulich bereift; beim in der Grundfarbe bräunlichen Abdomen sind die nur die Segmentgrenzen ausspart. Die Bauchseite weist eine markante Zeichnung, bestehend aus einem schwarzen zentralen Balken und jeweils seitlich davon aus zwei schwarzen Punkten besteht. Die Rückenseite zeigt ebenfalls schwarze Punkte und Striche. Der Kremaster ist dorsal rotbraun gefärbt.

## Geographische Vorkommen und Lebensraum
Der Kleinwürflige-Würfel-Dickkopffalter ist in den Hochalpen (Frankreich, Schweiz, Italien, Österreich, Deutschland), in den Pyrenäen, in den Südkarpaten (nur lokal) und in Hochgebirgen der östlichen Balkanhalbinsel (Rila und Pirin) in Bulgarien beheimatet, wobei das Vorkommen in den Pyrenäen zweifelhaft ist. 2010 wurde bei einer Revision von historischen Material ein Fund für Bosnien und Herzegowina dokumentiert. Da der von Rebel irrtümlich zu Pyrgus andromedae gestellte Fahlfleckige Alpen-Würfeldickkopf jedoch eindeutig aus Bosnien stammt, ist nur mit Methoden der Inventarisierung von Material in Zoologischen Sammlungen dessen tatsächliche Verbreitung auch für die Dinariden im Westbalkan bestätigt. Er hält sich auf Almwiesen und Hochgebirgsmatten zwischen 1000 und 2500 Metern auf. In den Alpen liegt das Maximum der Verbreitung zwischen 1700 und 2500 Metern über NN. Für das Rilagebirge in Bulgarien werden 1800 bis 2800 Meter angegeben.

## Lebensweise
Die Entwicklung der Art erstreckt sich in natura über zwei oder selten auch drei Jahre. Dabei überwintert meist die Raupe im ersten oder zweiten Stadium zum ersten Mal. Die zweite Überwinterung erfolgt entweder als Puppe oder in kühlen Sommern auch als L3 oder L4 Raupe, die sich dann erst im dritten Jahr verpuppt und ein drittes Mal überwintert. Die Entwicklung ist temperaturgesteuert. Die jeweilige Winterruhe wird durch die im Hochgebirge früh einsetzenden tiefen Nachttemperaturen gesteuert. In der Zucht unter idealen Temperaturbedingungen (konstant 27 bis 28°) beträgt der Entwicklungszyklus vom Ei bis zur Puppe dagegen neun bis elf Wochen (bei sieben Tage im Ei). Nach drei Wochen Puppenruhe schlüpften alle drei gezüchteten Puppen ohne "Winterruhe". Die Flugzeit der Falter reicht von Juni bis Juli, mit einigen Nachzüglern in kühlen Sommern bis Anfang August. Im extrem warmen Frühjahr von 2003 wurden einige Falter bereits Ende Mai angetroffen. Die Eier werden einzeln auf die Blattunterseite bodennaher Blätter der Raupennahrungspflanzen abgelegt. Die Raupen ernähren sich ausschließlich von verschiedenen Fingerkräuterarten (Potentilla). Die jüngeren Raupen leben in einem Gehäuse zwischen den Blättern, die älteren Raupen sind eher bodennah zu finden.

## Gefährdung
Die Art ist in Deutschland generell sehr selten beziehungsweise regional sehr eng begrenzt, kann u. U. aber dort relativ häufig auftreten. Sie scheint nicht gefährdet zu sein beziehungsweise es ist keine anthropogen ausgelöste Bestandsabnahme zu beobachten.